# Ida (film)
Ida è un film del 2013 diretto da Paweł Pawlikowski di produzione soprattutto polacca. È  stato scritto dai stesso regista e prodotto da Andrea Occhipinti con la collaborazione di Vittorio Cecchi Gori. Nel 2015 ha vinto il premio Oscar per il miglior film straniero.

## Trama
Polonia, 1962. Anna è una giovane orfana che vive in convento, prossima a prendere i voti. Viene convinta dalla madre superiora ad andare a far visita all'unica parente ancora in vita, la zia Wanda, che in passato non ha mai cercato di contattarla. La zia, soprannominata "Wanda la sanguinaria", è un giudice che ha mandato alla pena capitale decine di partigiani non comunisti dell'AK. Ora è una donna depressa, amante dell'alcool e in cerca di briciole d'amore. L'incontro tra le due donne segna l'inizio di un viaggio alla scoperta l'una dell'altra, ma anche dei segreti del loro passato. Anna scopre infatti di essere ebrea e che il suo vero nome è Ida.
La rivelazione sulle sue origini la spinge a cercare le proprie radici e a ritrovare i corpi dei genitori, morti nel periodo della seconda guerra mondiale. La ragazza viene aiutata dalla zia, che rintraccia Szymon, l'uomo che nel corso della guerra aveva nascosto i suoi genitori e il figlio della giudice per proteggerli dai nazisti, poiché ebrei. Wanda, infatti, dopo aver fatto visita all'uomo ormai vecchio e malato, rivela alla nipote di aver affidato suo figlio alla sorella per poter aderire alla resistenza. Poiché la giudice accusa il vecchio di aver eliminato i tre, si fa avanti il figlio di Szymon, Feliks. Quest'ultimo scende a patti con Ida e si dice pronto a mostrare il luogo in cui è sepolta la sua famiglia, purché la zia lasci in pace il padre e lui stesso, in modo che possa continuare a vivere nella casa dei genitori della ragazza, di cui si è appropriato illegalmente.
Questi conduce le due donne in un bosco e scava nel punto in cui anni prima sono stati sepolti i cadaveri. Rinvenuti i resti dei genitori e del bambino, Ida chiede all'uomo perché sia stata risparmiata e questi le confessa di averli uccisi per paura dei nazisti e di aver risparmiato lei poiché, a differenza del cugino che era circonciso, era troppo piccola per poter essere identificata come ebrea. Le dice inoltre di averla affidata al parroco del paese, il quale a sua volta l'aveva affidata alle suore del convento in cui poi era cresciuta. Le due donne raccolgono i resti dei loro familiari e li portano a Lublino, dove li seppelliscono nella tomba di famiglia. Fatto ciò la zia, profondamente scossa dalla terribile verità di cui è venuta a conoscenza, riaccompagna Ida al convento. Wanda, ormai ossessionata dall'alcool e dai rimorsi, si suicida poco tempo dopo.
Ida nel frattempo non è sicura della scelta religiosa e torna nella casa dalla zia. Decide di provare le sue abitudini, cioè si veste come lei, fuma, beve alcolici e si concede a un giovane sassofonista conosciuto nel corso delle ricerche. Ida si trova quindi a dover scegliere tra la religione, che l'ha salvata durante l'occupazione nazista, e la vita nel mondo, al di fuori del convento. Alla fine Ida, dopo aver passato una notte con il ragazzo perdendo la sua verginità, si veste nuovamente con gli abiti religiosi, fa la valigia e si incammina verso il convento.

## Distribuzione
Il film è stato mostrato in anteprima il 7 settembre 2013 nella sezione "Special Presentation" del Toronto International Film Festival, dove ha vinto il premio FIPRESCI relativo alla sezione. In Polonia il film è uscito nelle sale a partire dal 25 ottobre 2013, dopo essere stato proiettato al Festival del cinema di Gdynia e al Warsaw Film Festival. In Italia è stato distribuito da Lucky Red e Parthénos a partire dal 13 marzo 2014.

## Riconoscimenti
- 2015 - Premio Oscar
  - Miglior film straniero (Polonia)
  - Candidatura Miglior fotografia a Ryszard Lenczewski e Łukasz Żal
- 2015 - Golden Globe
  - Candidatura Miglior film straniero (Polonia)
- 2015 - British Academy Film Awards
  - Miglior film straniero (Polonia)
- 2014 - European Film Awards
  - Miglior film (Polonia/Danimarca)
  - Miglior regista a Paweł Pawlikowski
  - Miglior sceneggiatura a Paweł Pawlikowski e Rebecca Lenkiewicz
  - Miglior fotografia a Ryszard Lenczewski e Łukasz Żal
  - Premio del pubblico
  - Candidatura Migliore attrice a Agata Trzebuchowska
  - Candidatura Migliore attrice a Agata Kulesza
- 2015 - Premio Goya
  - Miglior film europeo (Polonia)
- Toronto International Film Festival 2013 – Premio FIPRESCI nella sezione "Special Presentation";
- Gdynia Film Festival 2013 – Golden Lion come miglior film, attrice (Kulesza), fotografia e scenografia;
- Warsaw Film Festival 2013 – Warsaw Grand Prix nella "International Competition";
- BFI London Film Festival 2013 – Grand Prix come miglior film;
- Camerimage 2013 – Golden Frogue per la miglior fotografia.